# Haring (soort)
De haring (Clupea harengus) is een straalvinnige vis van het noordelijk halfrond. Het is al lang een populaire consumptievis, waar veel op gevist wordt. De geschiedenis van de haring is er dan ook een die verweven is met overbevissing en overheidsmaatregelen om dat te voorkomen.

## Beschrijving
Haringen worden circa 45 centimeter lang en kunnen maximaal een kilogram wegen. De maximale leeftijd is 22 jaar. De vis heeft een zilverkleurig lichaam met een grijsgroene of blauwgroene rug. De herkomst van de naam is onbekend. Waarschijnlijk is deze afkomstig uit een voorgermaanse substraattaal.
Haringen maken geluid, door gas te laten ontsnappen uit hun zwemblaas.

## Levenswijze
Haringen leven tot een diepte van 200 meter. De larven leven van plankton, de volwassen dieren van groter plankton (zoals roeipootkreeftjes), garnalen en kleinere vissen. Haringen komen voor in grote scholen van soms miljoenen dieren. Natuurlijke vijanden van de haring zijn de mens, andere vissen en vogels.

### Populaties
De haring komt voor in de noordelijke Atlantische Oceaan van de kust van South Carolina tot Groenland en van de Oostzee tot Nova Zembla.
In de Noordzee worden vier hoofdpopulaties onderscheiden. De verschillende haringpopulaties paaien op verschillende momenten:
- De Buchan-Shetland-haringen paaien in augustus en september voor de Schotse en Shetlandse kusten.
- Op de Doggersbank paaien de haringen van augustus tot oktober.
- De nog zuidelijkere populatie paait nog later, van november tot januari. Dit zijn haringen van de Southern Bight of Downs.
- De maatjesharing paait elk voorjaar in de Oostzee en komt daarna via het Skagerrak naar de Noordzee.
- De winterharingvisserij op voorjaarspaaiende haring vindt vooral plaats langs de kusten van Møre en Nordland in Noorwegen, van januari tot en met maart.

Deze vier populaties leven buiten het paaiseizoen door elkaar. Tijdens het seizoen komt elke populatie bij elkaar op de eigen paaigronden.
Vroeger bestond een vijfde populatie, de zuiderzeeharing, die in de voormalige Zuiderzee paaide. Deze populatie verdween grotendeels na het dichten van de Afsluitdijk, waarbij het IJsselmeer ontstond.

### Ondersoorten
Van de haring worden twee ondersoorten onderscheiden.
- Clupea harengus harengus, de Atlantische haring
- Clupea harengus membras, de Oostzeeharing

## Visserij
Haringen behoorden eeuwenlang tot de belangrijkste vissen voor de visserij van de Lage Landen. Een bloeitijd was de eerste helft van de 17e eeuw. De haring werd vooral in de Noordzee gevangen, waar ze op zee gekaakt en gezouten werd. In onder andere de vroegere Zuiderzee en voor de kust werden ook haringen gevangen die voor verse verkoop bestemd waren.
Van overbevissing was al sprake in de 17e eeuw, toen ook al regulerende maatregelen werden getroffen. In de twintigste eeuw verminderde op diverse plaatsen de haringstand zo sterk dat de Nederlandse overheid besloot tot een zesjarig vangstverbod (1977-1983). Door strenge Europese vangstbeperkingen heeft de haring zich kunnen herstellen, ze gedijt begin 21e eeuw weer relatief goed.
Ongeveer 90% van de gevangen haring wordt in Denemarken en Noorwegen tot vismeel verwerkt.

## Consumptie

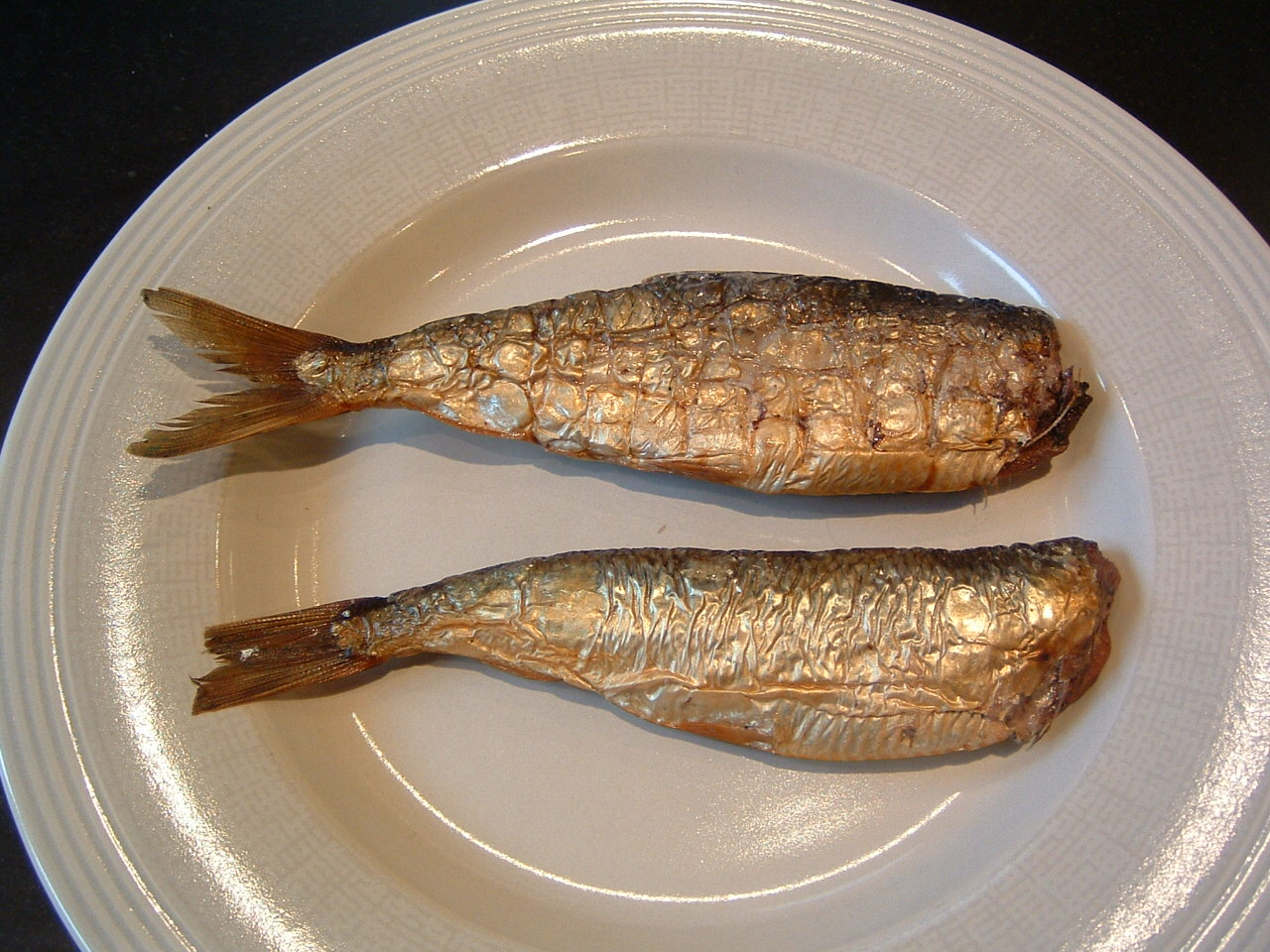
Bokking

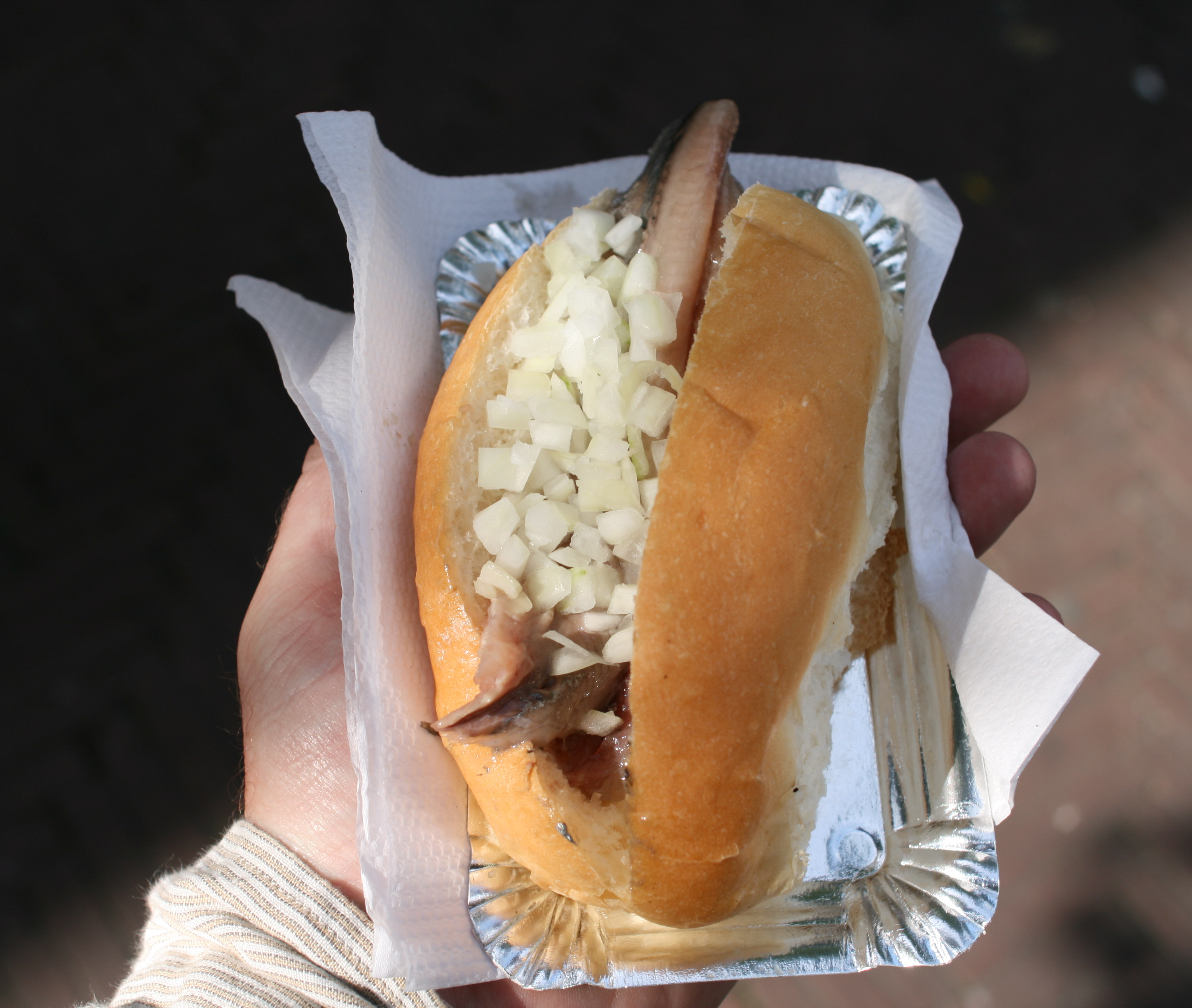
Broodje haring met gesnipperde ui

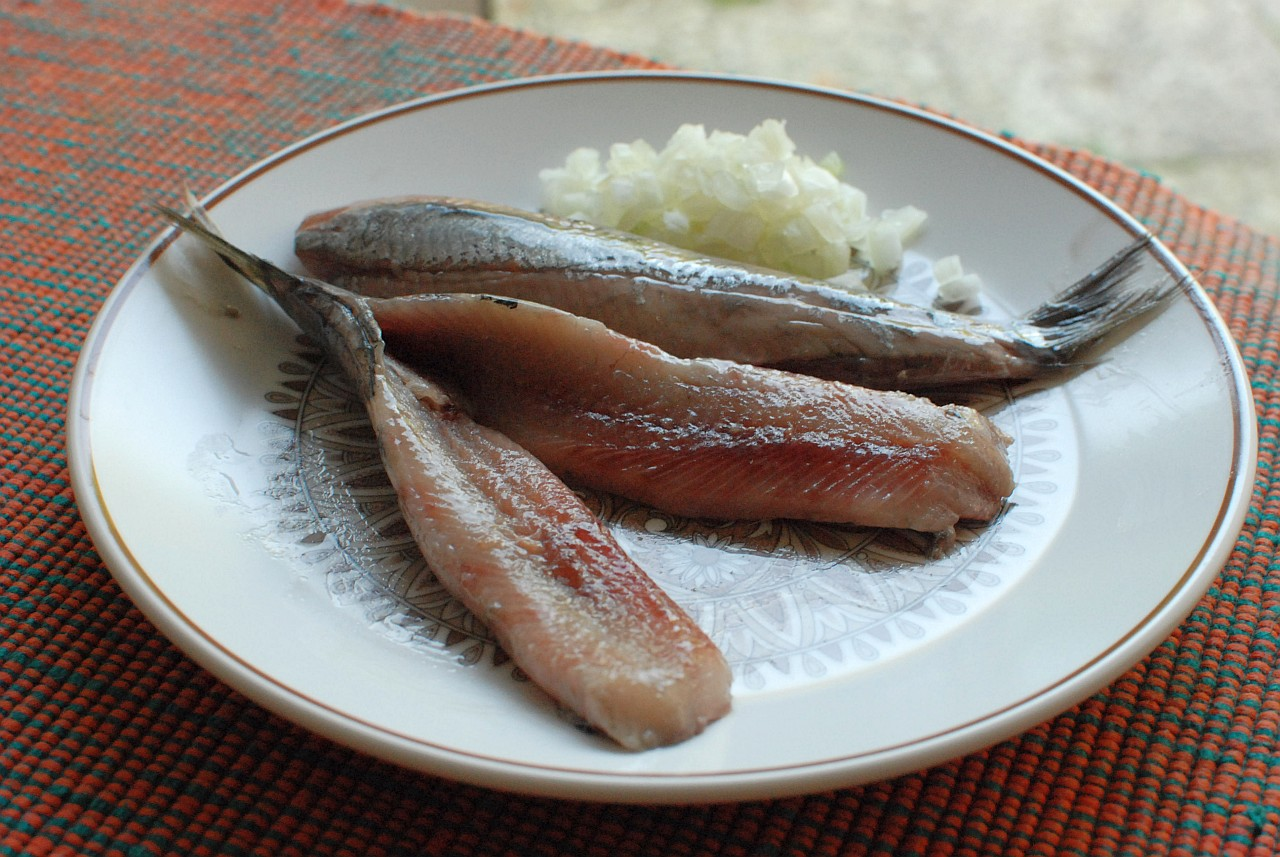
Twee schoongemaakte haringen waarvan één opengevouwen

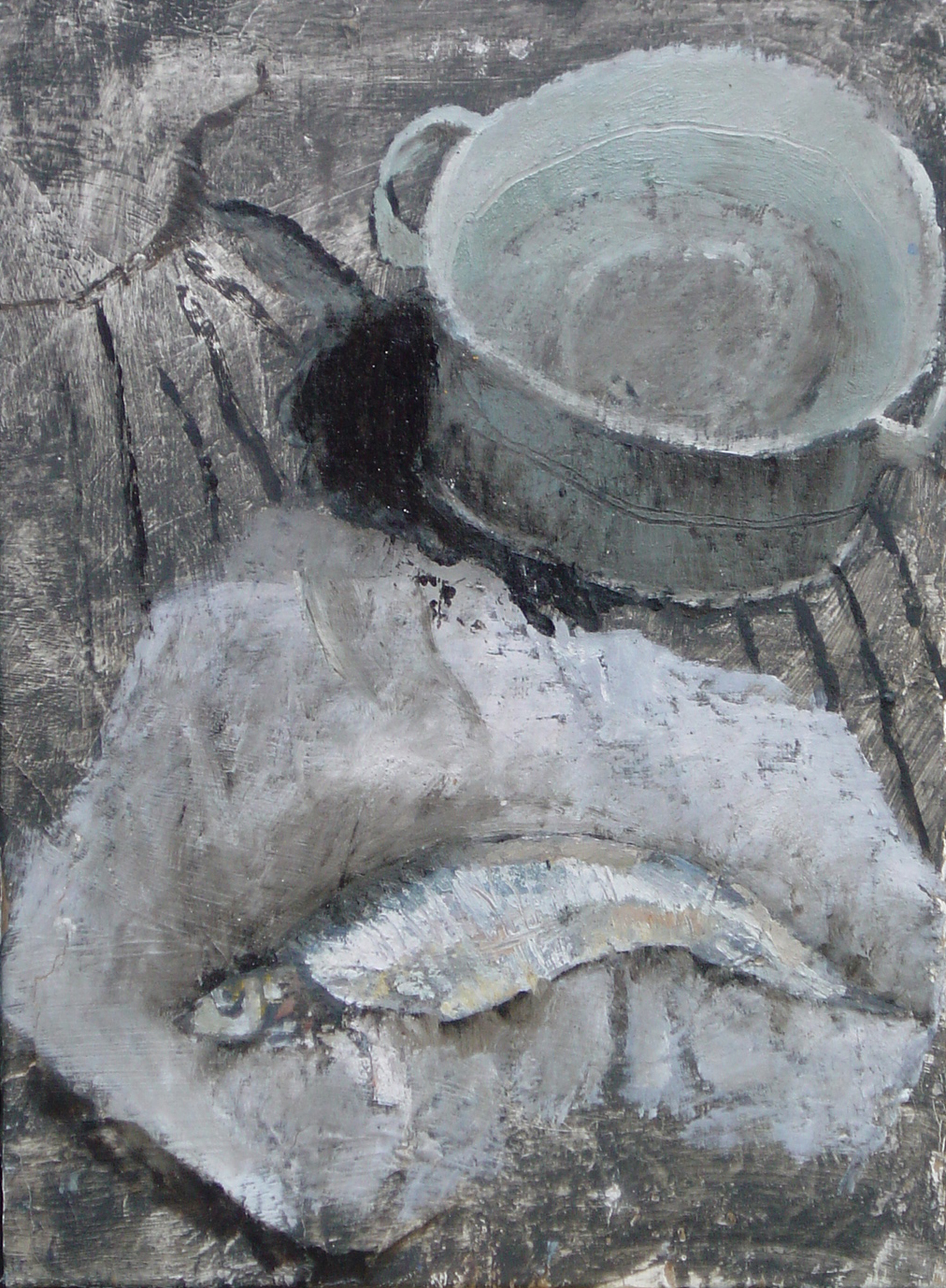
Schilderij met een "Hollandse haring", door kunstenares Tjaarke Maas

Haring is een vette vis die rijk is aan omega 3-vetzuren. In haring komt soms de parasiet haringworm voor, die bij mensen de maag- of darmwand kan beschadigen. Dit werd omstreeks 1960 door Prof.Dr. Pieter van Thiel ontdekt. Om deze worm te bestrijden is het in Nederland wettelijk verplicht om alle haring voor consumptie eerst in te vriezen.
Vers gekochte haring kan slechts kort, maximaal een dag, in de koelkast bewaard worden.
Haring wordt gegeten als:
- Braadharing, gebakken haring in het zuur
- Bokking en brado, gerookte haring
- Gaffelbitter
- Groene haring, wordt nog gegeten in Noord Nederland, verse zeer licht gepekelde haring. Dient door specialist bereid te worden i.v.m. risico op haringworm.
- Kipper
- Maatjesharing ofwel "Hollandse Nieuwe". Deze komt aan land in de eerste week van juni en moet minimaal 16% vet bevatten.[9] In Scheveningen wordt dit traditioneel gevierd als vlaggetjesdag.
- Panharing
- Pekelharing, ook wel zoute haring genoemd
- Rolmops
- Surströmming
- Zure haring

### Haringkaken
Bij het kaken van haring worden de kieuwen, een deel van de ingewanden en de keel verwijderd. Door het verwijderen van de kieuwen kan de vis ontbloeden, zodat het bloed niet in het vlees terechtkomt en blank van kleur blijft. Bij het kaken blijft de alvleesklier zitten. Na dit bewerkingsproces werken de vrijgekomen enzymen op het vlees in. Daardoor ontstaat de typische haringsmaak en -geur en krijgt de vis de zachte textuur.

### Rijpingsproces
De vraag is of het consumeren van haring als nuttigen van rauwe vis kan worden gezien. Voordat de haring de consument heeft bereikt heeft ze namelijk na het bovengenoemde kaken – door een wisselwerking tussen het door de behandelaar toegevoegde zout en de door de haring zelf geproduceerde enzymen – een rijpingsproces doorgemaakt en is de structuur van de vis wat veranderd. Bovendien wordt de haring ingevroren. Een enkele maal wordt de haring 'werkelijk' rauw gegeten maar dan betreft het een inkoper die de haring rechtstreeks uit zee, ongekaakt en nog niet geveild, ten dele nuttigt en haar daardoor toetst op kwaliteit.

### Inleggen
In Scandinavië wordt haring ingelegd in diverse kruiden, zoals dille, of in wijn of in een romige saus. In Noorwegen wordt ook gerookte, gedroogde haring gegeten. In het Verenigd Koninkrijk zijn geroosterde kippers als ontbijt nog steeds erg populair. Ook wordt de haring er als 'black herring' naar Afrika uitgevoerd. Deze zoute haringen zijn vijf dagen lang gerookt en zonder koeling houdbaar.

## In oude beschrijvingen
In het 16e-eeuwse Visboeck van Adriaen Coenen (1514-1587) wordt uitvoerig en lyrisch verteld over de haring. Ook komt de zogenoemde haringkoning ter sprake.

## Mysterie van de Zweedse Marine
Het geluid dat haringen maken, de zogenaamde haringscheten, die ze gebruiken om te communiceren, werd oorspronkelijk niet herkend. Rond 1980 en 1990 zocht de Zweedse marine naar mysterieuze onderzeeboten, omdat ze het geluid opving en niet kon thuisbrengen. Hierdoor werden de Zweeds-Russische relaties gespannen. Toen het Oostblok uiteengevallen was gingen de geluiden gewoon door.

## Lees verder
- Boer, Adriaan de; Klootwijk, Wouter (2003). Haring en zijn maatjes. Inmerc. ISBN 9066110295.
- Stam, Huib (2011). Haring. Een liefdesgeschiedenis. Meulenhoff. ISBN 9789029087285. 320 blz.
- Vliet, A.P. van (2002). Vissers in oorlogstijd, de Zeeuwse visserij in de jaren 1568-1648.Koninklijk Zeeuwsch Genootschap der Wetenschappen. ISBN 90 70534 39 8. 224 blz.

- Bibliothèque nationale de France: cb11971277p (data)
- Gemeinsame Normdatei: 4159595-6
- Library of Congress Control Number: sh2004003318
- Nationale Bibliotheek van Tsjechië: ph799911
- Nationale Bibliotheek van Israël: 987007547033705171